# Moeve
 Moeve – hiszpańska firma sprzedająca ropę i gaz ziemny. W 2011 została kupiona przez International Petroleum Investment Company z Abu Dabi za 267 mln euro.
W 2011 była największą firmą hiszpańską. Jej obroty wyniosły 16 mld euro (dla porównania obroty PKN Orlen, największej polskiej firmy w 2011, wyniosły 79 mld zł).